# アウトモデリスタ
『アウトモデリスタ』（auto modellista）は、2002年8月22日にPlayStation 2版で発売されたカプコンのレースゲーム。ニンテンドー ゲームキューブ版とXbox版も発売されており、マイナーチェンジ版の『アウトモデリスタ U.S.-tuned』のタイトルで発売された。
レースゲームとしては異例のトゥーンレンダリングによるグラフィックが特徴。コミックタッチでグラフィックを表現する「アーティストゥーン」と呼ばれる手法を用いている。光岡自動車の"大蛇(OROCHI)"はボディ周りのみの参考出展だが2001年の東京モーターショーに出展されている。
オンライン対応だったが現在は終了。

## モード
5つのモードが存在する。
- ガレージライフ

ガレージに置かれているクルマのカスタマイズやドレスアップを行い様々なレースに参加していくモード。ゲーム開始時点から、マシンやパーツは多数用意されている。また「お金」の概念がないので新しいマシンやパーツはレースで好成績を残すことで手に入れていくことになる。
- アーケード

あらかじめ用意されているクルマと「ガレージライフ」に登場するコースを選んでレースを楽しむモード。「シングルレース」「VS」「タイムアタック」の3種類。
- VJ&theater
- ネットワーク（ただしU.S.-tunedゲームキューブ版には搭載されていない）

離れたプレイヤーと対戦したり、ミーティングやチャットなどができる。通信環境にはKDDIの「マルチマッチングサービス」が採用される。
- オプション

## 登場車種
一部は隠し車種。Orochiはモデムパック同梱版では最初から使用可能。
TOYOTA
- JZA80 SUPRA RZ
- SW20 MR2 GT-S
- SXE10 ALTEZZA RS200 “Z EDITION”（U.S.-tunedではLEXUS IS 200）
- ZZT231 CELICA SS-II（U.S.-tunedではCELICA GT-S）
- MF10 TOYOTA 2000GT
- ZZW30 MR-S “S EDITION”（U.S.-tunedではMR2 SPYDER）
- AE86 LEVIN 3door 1600GT APEX
- AE86 TRUENO 3door GT APEX
- TE27 COROLLA LEVIN
- NCP13 VITZ RS
- UP15 TOYOTA SPORTS 800

NISSAN
- BNR34 SKYLINE GT-R V-specII
- BCNR33 SKYLINE GT-R V-spec
- BNR32 SKYLINE GT-R V-specII
- Z33 FAIRLADY Z（U.S.-tunedでは350Z）
- Z32 FAIRLADY Z VersionS TwinTurbo 2seater（U.S.-tunedでは300ZX TWIN TURBO）
- S15 SILVIA spec-R S15
- PS13 SILVIA K's
- RPS13 180SX（U.S.-tunedでは240SX SE）
- DR30 SKYLINE 4VALVE DOHC TURBO with INTERCOOLER RS-X
- KPGC10 NISSAN SKYLINE 2000GT-R
- PS30 FAIRLADY Z 432R
- HS30H FAIRLADY 240ZG

HONDA
- NA2 NSX typeS Zero
- AP1 S2000 typeV
- DC5 INTEGRA TYPE R
- EP3 CIVIC TYPE R
- DC2 INTEGRA TYPE R
- EK9 CIVIC TYPE R
- EG6 CIVIC SiR-II
- EF8 CR-X SiR
- AT WONDER CIVIC Si
- AS800 HONDA S800
- PP1 BEAT

MAZDA
- FD3S RX-7 Type RS
- RX-8
- FC3S SAVANNA RX-7 GT-X
- SA22C SAVANNA RX-7 TURBO GT-X
- NB8C ROADSTER RS-II 1800 DOHC（U.S.-tunedではMX-5）
- S124AB SAVANNA GT（U.S.-tunedではMAZDA RX-3）
- NA6CE EUNOS ROADSTER（U.S.-tunedではMX-5）
- GG3S ATENZA（U.S.-tunedではMAZDA6）
- Cosmo21

MITSUBISHI
- CT9A LANCER EVOLUTION VII GSR
- CP9A LANCER EVOLUTION VI TOMMI MAKINEN EDITION
- CE9A LANCER GSR EVOLUTION III
- A57C COLT GALANT GTO GS-R
- Z16A GTO

SUBARU
- GDB IMPREZA WRX STi
- GC8Kai IMPREZA 22B-STi Version
- K111 SUBARU 360 YOUNG SS

DAIHATSU
- L880 COPEN
- L910 MOVE CUSTOM AERO DOWN
- L502 MIRA TR-XX AVANZATO R

SUZUKI
- CAPPUCCINO
- ALTO WORKS RS/X

Tommykaira
- Tommykaira ZZ-S

童夢
- Jiotto CASPITA
- DOME-ZERO

MITSUOKA
- Orochi

### U.S.-tunedで追加された車種
ACURA
- DC2 INTEGRA TYPE R

CHEVROLET
- CF45E CAMARO Z28
- CY25E CORVETTE

Ford
- IFAFIP4 MUSTANG GT
- FORD GT

DODGE
- VIPER GTS

HYUNDAI
- GK27 HYUNDAI COUPE
- Accent RALLY Version

SHELBY
- COBRA 427

## コース紹介
- 裏六甲
- 赤城
- 鈴鹿サーキット
- 阪神高速環状線
- 新宿A
- 新宿B
- タミヤ掛川サーキット（隠しコース）

U.S.-tunedは新コースが追加されている。
- 新宿B（晴）
- US ダートトラック
- US スピードウェイ